# Ph.D. (zespół muzyczny)
Ph.D. – brytyjski zespół pop z lat 80.
W skład zespołu wchodził wokalista Jim Diamond, klawiszowiec Tony Hymas oraz perkusista Simon Phillips. Debiutancki album, Ph.D. został wydany w 1981 roku nakładem Warner Bros. Records, a pochodzący z tego albumu singel "I Won't Let You Down" dzięki promocji wytwórni WEA odniósł sukces w Europie i Anglii. Kolejny album - "Is It Safe?", wydany dwa lata później nie powtórzył już wyników poprzednika.
W 1983 roku zespół rozpadł się, a Jim Diamond rozpoczął karierę solową. W 2006 roku grupa się reaktywowała i przygotowuje kolejny album.

## Dyskografia
- Ph.D. (1981)
- Is It Safe? (1983)